# Campeonato da Região Sul-Fronteira
Il Campeonato da Região Sul-Fronteira, noto anche come Copa Sul-Fronteira, è una competizione creata nel 2013 organizzata dalla Federação Gaúcha de Futebol, a cui partecipano le squadre di calcio professionistiche.
È disputato parallelamente con il Campeonato da Região Metropolitana e il Campeonato da Região Serrana, al quale i vincitori di queste competizioni si affrontano nella Super Copa Gaúcha. Nel Campeonato da Região Metropolitana, partecipano i club delle divisioni Série A1, A2 e Segunda Divisão del Campionato Gaúcho.

## Squadre partecipanti 2016
- Bagé (Bagé)
- Grêmio (Porto Alegre)
- Guarany FC (Bagé)
- Internacional (Porto Alegre)
- San Paolo (Rio Grande)

## Albo d'oro
| Anno | Campione (città)             | Vice (città)                 |
| ---- | ---------------------------- | ---------------------------- |
| 2010 | Pelotas (Pelotas)            | Guarany (Camaquã)            |
| 2011 | San Paolo (Rio Grande)       | Brasil (Pelotas)             |
| 2012 | Brasil (Pelotas)             | San Paolo (Rio Grande)       |
| 2013 | Pelotas (Pelotas)            | Brasil (Pelotas)             |
| 2014 | Lajeadense (Lajeado)         | Grêmio (Porto Alegre)        |
| 2015 | São José (Porto Alegre)      | Internacional (Porto Alegre) |
| 2016 | Internacional (Porto Alegre) | Bagé (Bagé)                  |

## Titoli per squadra
| Squadra       | Città        | Titoli |
| ------------- | ------------ | ------ |
| Pelotas       | Pelotas      | 2      |
| Brasil        | Pelotas      | 1      |
| Internacional | Porto Alegre | 1      |
| Lajeadense    | Lajeado      | 1      |
| San Paolo     | Rio Grande   | 1      |
| São José      | Porto Alegre | 1      |